# Sendvič

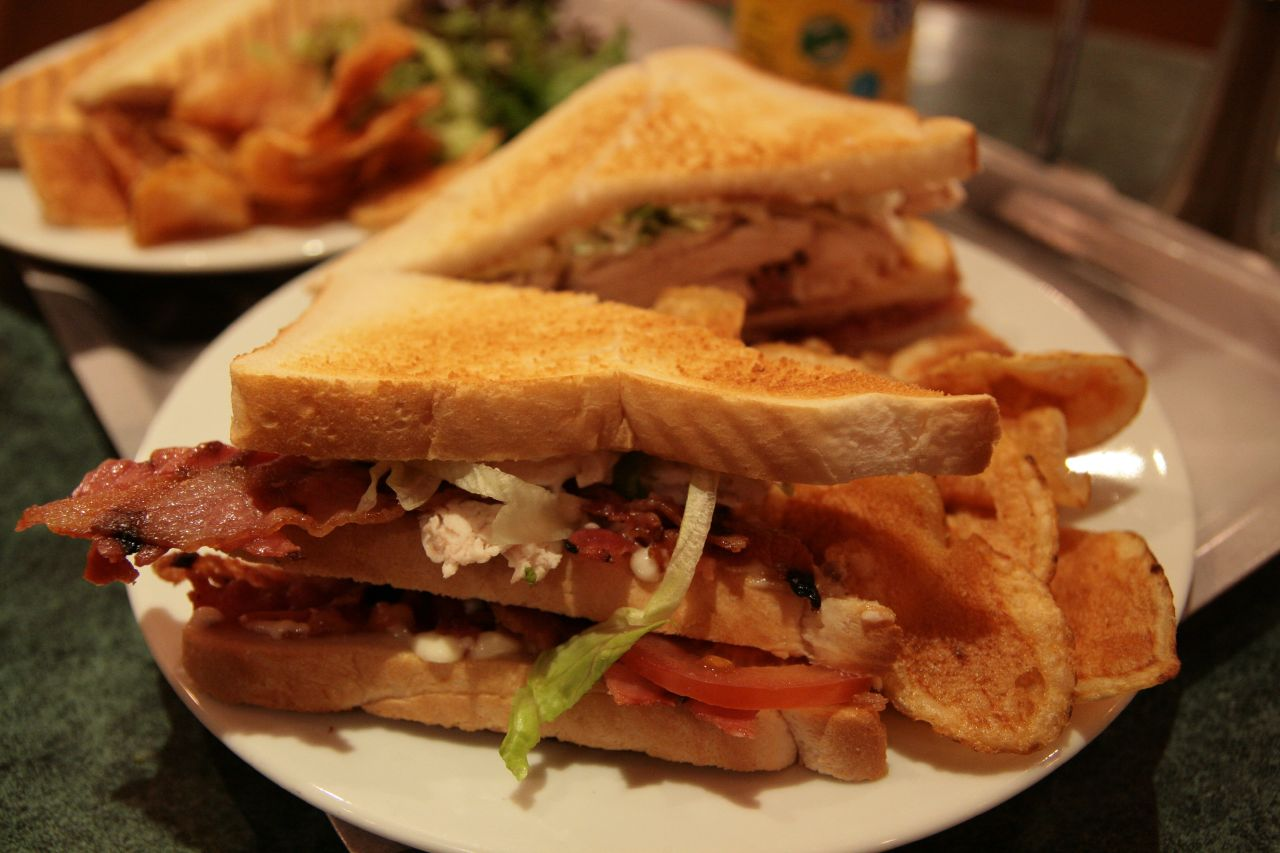
sendviče

Sendvič je druh pokrmu sestávajícího ze dvou plátků chleba, či pečiva mezi které je vložen jeden či více druhů náplně.
Náplň sendviče obvykle tvoří různé druhy zeleniny, sýrů, masa a dále pak vejce či různé omáčky. K přípravě se používá buďto chléb nijak neupravovaný, anebo může být předem namazán máslem, olejem, hořčicí či kečupem za účelem zvýraznění výsledné chuti sendviče.
Sendvič je široce oblíbeným typem rychlého občerstvení, respektive tzv. průmyslově zpracovaných potravin. Lze si ho totiž snadno vzít do práce, školy, na výlet nebo jako součást piknikového občerstvení, tedy s sebou.

## Název a historie
Český název sendvič pochází z anglického slova sandwich. Obecně se má za to, že původcem nebo prvním konzumentem sendviče byl John Sandwich ve druhé polovině 18. století.
Italština používá pro sendvič vlastní název tramezzino, který vytvořil básník a vlastenec Gabriele d'Annunzio.
V anglosaském světě je populární příběh, který tvrdí, že za vznik sendviče může skutečnost, že hrabě byl vášnivým hráčem karet či jiných stolních her. Aby prý nemusel kvůli jídlu odkládat karty, nařídil sluhovi, aby mu dal steak mezi dva krajíce chleba, takže se dal držet v jedné ruce. Příběh se však zřejmě nezakládá na pravdě. Neexistuje pro něj žádný doklad. Z historických souvislostí je naopak zřejmé, že hrabě byl mimořádně vytíženým a důležitým úředníkem monarchie. Nedostatek času na oběd byl proto možná způsoben spíše velkým objemem jeho pracovních úkolů, nikoli krácením dlouhé chvíle u karet.